# Ramstein-Miesenbach
Ramstein-Miesenbach este un oraș din landul Renania-Palatinat, Germania.
Pe teritoriul orașului se află baza militară americană Ramstein Air Base, cea mai mare bază a armata SUA în Europa. Pe 28 august 1988 au murit 70 de persoane la un spectacolul aviatic la aeroportul din bază după ce un avion italian s-a prăbușit în mulțime.